# Jorge Lovera
Jorge Eduardo Lovera Rivas (Santa Cruz de la Sierra, 18 de abril de 1997) es un futbolista boliviano. Juega como defensa y mediocampista. Su equipo actual es Monagas SC de la Primera División de Venezuela.

## Clubes
| Club          | País      | Año               |
| ------------- | --------- | ----------------- |
| Guabirá       | Bolivia   | 2016 - 2020       |
| Real Potosí   | Bolivia   | 2021              |
| Real Tomayapo | Bolivia   | 2022              |
| Blooming      | Bolivia   | 2022 - 2023       |
| Guabirá       | Bolivia   | 2023 - 2024       |
| Monagas SC    | Venezuela | 2025 - Actualidad |